# Andrew Barron
Andrew Barron (Invercargill, 24 dicembre 1980) è un ex calciatore neozelandese, di ruolo centrocampista.

## Carriera
Barron fece il suo debutto con la Nuova Zelanda nella serie contro la Malesia nel febbraio 2006. Segnò un gol nel secondo match della serie. Ha collezionato 5 presenze con la maglia degli All Whites. Barron è stato inserito nella lista dei convocati per la Confederations Cup 2009.
Ai Mondiali 2010 era, assieme ad altri tre connazionali, tra i pochi calciatori dilettanti presenti alla competizione, in quanto svolgeva la professione di promotore finanziario; al termine della competizione ha deciso di ritirarsi per dedicarsi al proprio lavoro e alla famiglia.